# Phyllophaga analis
Phyllophaga analis är en skalbaggsart som beskrevs av Hermann Burmeister 1855. Phyllophaga analis ingår i släktet Phyllophaga och familjen Melolonthidae. Inga underarter finns listade i Catalogue of Life.